# Sinjin Smith
Christopher St. John Smith (Santa Mónica, California; 7 de mayo de 1957), más conocido como Sinjin, es un jugador profesional de voleibol de playa estadounidense.
Empezó a competir como profesional en los principales torneos de vóleibol playa del Sur de California a la edad de quince años.  En 1977 ganó su primer torneo, con su compañero Mike "Stormin" Normand. Estudió en la UCLA, donde jugó de opuesto entrenado por Al Scates. Los Osos de la UCLA ganaron el Campeonato Nacional de Volleyball con Smith como estudiante de primer año. Smith contribuyó más a mediados de 1978 cuando los Osos llegaron a la final siendo derrotados por la Universidad Pepperdine. Al año siguiente los Osos derrotaron a la USC coronándose campeones del campeonato nacional nuevamente.  Ambos años Smith recibió todos los premios por su participación destacada. A principios de los años 1980, triunfó con su excompañero de la UCLA Karch Kiraly. La dupla se separó cuando Kiraly se centró en equipo olímpico nacional. Por eso Smith se asoció con Randy Stoklos, y se convirtieron en la dupla más fuerte del vóleibol playa masculino de la época. Así fue como llegó a ser el primer jugador en conseguir 100 victorias en su carrera en el torneo abierto. Fue uno de los pilares fundamentales en el crecimiento del vóleibol playa como deporte, y el desarrollo de la Asociación de Jugadores Profesionales, la cual formalizó al vóleibol de playa como una competición atlética profesional. Desde mediados de la década de 1980 y principios de la de 1990, la dupla Smith-Stoklos fueron conocidos como "Los reyes de la playa".